# Жозефіна Раффін
Жозефіна Ст. П'єр Раффін (31 серпня 1842, Бостон, Массачусетс — 13 березня 1924, Бостон, Массачусетс) — афроамериканська журналістка, видавниця, суфражистка, редакторка газети «Жіноча епоха» (The woman's Era), першої газети для афроамериканок.

## Ранні роки
Раффін народилася 31 серпня 1842 року в Бостоні, штат Массачусетс, в родині успішного кравця з Мартиніки Джона Ст. П'єра та Елізабет Матильди Менхенік.
Раффін відвідувала державні школи в Чарлстауні й Салемі, пізніше — приватну школу в Нью-Йорку. Закінчила школу Боудін (не те ж саме, що Боудін-коледж).

## Діяльність

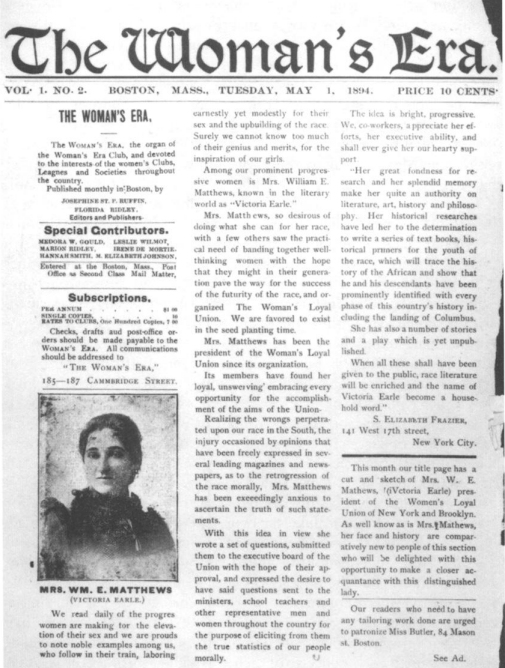
Сторінка з газети Жіноча епоха, травень 1894

1869 року Раффін разом з Люсі Стоун і Джулією Ворд Гау стають членами Американської асоціації суфражисток (American Woman Suffrage Association) в Бостоні. У середині 1890-х Раффін увійшла Англійського жіночого клубу (New England women's Club), першого жіночого клубу США. Раффін також видає щотижневу газету для афроамериканців «The Courant» і входить до Асоціації жіночої преси (New England woman's Press Association).
З 1890 по 1897 рік Раффін була редакторкою газети «Жіноча епоха», першої газети, що видавалася афроамериканкою для афроамериканок.
1894 року Жозефіна Раффін з дочкою Флоридою Раффін Рідлі та шкільним директором Марією Луїзою Балдуїн створюють Клуб Жіночої  епохи (пізніше — Клуб Нової епохи), основною метою якого був захист прав темношкірих жінок.
1895 року Раффін організовує Національну федерацію афроамериканок (National Federation of Afro-American Women). Вона скликає Першу національну конференцію темношкірих жінок Америки (National Conference of the Colored Women of America) у Бостоні, в якій взяли участь члени 42 жіночих клубів з 14 штатів. Рік потому Федерація об'єдналася з Союзом темношкірих жінок (Colored women's League), створивши таким чином Національну асоціацію клубів темношкірих жінок (National Association of Colored Women Clubs), в якій Раффін була віцепрезидентом.
1900 року Жозефіна Раффін мала взяти участь у засіданні Загальної федерації жіночих клубів (General Federation of women's Clubs) і бути представницею відразу трьох організацій: Клубу Нової епохи, Англійського жіночого клубу та Асоціації жіночої преси. Однак її не допустили до засідання через те, що всі учасниці Клубу Нової епохи були темношкірими. Ця подія отримала назву «Інцидент Раффін». Після цього Клуб Жіночої епохи виступив з офіційною заявою, що «темношкірі жінки повинні обмежитися своїми власними клубами, і тоді перед ними відкриється багато нових можливостей».

## Особисте життя
Жозефіна вступила в шлюб з Джорджем Луї Раффіном 1858 року, коли їй було 16. Родина переїхала в Ліверпуль, але незабаром повернулася в Бостон. У них було п'ятеро дітей: Хуберт, який став адвокатом; Флорида Рідлі, директор школи і співзасновниця Жіночої епохи; Стенлі, винахідник; Джордж, музикант; Роберт, який помер на першому році життя.
Жозефіна Раффін померла 13 березня 1924 року від нефриту у своєму будинку в Бостоні, похована на цвинтарі Маунт Оберн (Mount Auburn Cemetery).